# Xiphophorus meyeri
Xiphophorus meyeri é uma espécie de peixe da família Poeciliidae.
É endémica do México.